# To er mundo é güeno
To er mundo e güeno es la primera de tres películas cómicas de cámara oculta dirigidas por Manuel Summers. La serie la componen los estrenos de  1982 To er mundo e güeno y To er mundo é... mejó!  y el de 1985 To er mundo é... ¡demasiao!, todas de bajo presupuesto y de género cámara oculta, en el que el protagonismo recae en ciudadanos anónimos con la participación de miembros del equipo. La primera de la serie tuvo éxito comercial en España, que fue decayendo en los siguientes estrenos. Con todo, ninguna fue bien recibida por la crítica. 
El largometraje fue rodado en 35mm y estrenado en 18/03/1982 con la calificación ICAA «apta para todos los públicos» y con una recaudación en España equivalentes a  1.631.693,72 €. Fue producida por Kalender Films International, Lima P.C. y Paraguas Films. Su rodaje tuvo lugar en varias ciudades de Españaː  Madrid, Ávila, Segovia, Málaga, Sevilla, etc.
El fracaso comercial de Ángeles gordos le llevó al género de la cámara oculta, con mejores perspectivas comerciales y menor riesgo financiero.

## Argumento
La película no tiene más trama que la creación de situaciones cómicas con público espontáneo que reacciona ingenuo ante las situaciones absurdas a las que es expuesto.

## Equipo técnico y reparto[1]
- Dirección: Manuel Summers
- Guion: Guillermo Summers y Manuel Summers
- Argumento: Guillermo Summers y Manuel Summers
- Dirección de fotografía: Antonio Cuevas Jr.
- Música: Carlos A. Vizziello

Entre el reparto también se encuentra el boxeador Dum-Dum Pacheco,amigo íntimo de Summers.

## Crítica
Carlos Aguilar califica estas películas como «no cine» o directamente, «bodrios».Ante el éxito de público, Summers fue acusado de comercialismo a lo que contestóː

Cuando me ha pedido el cuerpo hacer To er mundo e güeno la he hecho. No lo he hecho para ganar dinero o no ganar dinero; yo hago siempre la película que me apetece. La película que yo haga me tiene que gustar a mí; luego, si tengo la suerte de  que le guste a los demás, mejor. Pero yo nunca he hecho las películas adrede ni para hacer una de calidad ni para hacer una comercial.

Con el tiempo hay quien encuentra valores antropológicos de la época a apreciarː

Es la fotografía de una sociedad concreta en un momento concreto: la sociedad española recién salida de una dictadura. Y, en efecto, en esta película todo el mundo es bueno, o al menos lo parece. Todo el mundo hace un esfuerzo por entender al que tiene delante, sin desconfianza, sin miedo, con ánimo de ayudar.